# Kevin Williams (giocatore di football americano)
Kevin Williams (Arkadelphia, 16 agosto 1980) è un ex giocatore di football americano statunitense che ha militato nel ruolo di defensive end nella National Football League (NFL). Scelto dai Minnesota Vikings nel corso del primo giro (9º assoluto) del Draft NFL 2003, in precedenza aveva giocato a football per i Cowboys dell'Università statale dell'Oklahoma a Stillwater.

## Carriera universitaria
Dopo aver giocato sia come defensive lineman che tight end alla Fordyce High School, Williams passò agli Oklahoma State Cowboys dove divenne un punto fermo della defensive line. Dopo un primo anno da redshirt (poteva studiare presso l'università ed allenarsi senza disputare match ufficiali), nel 1999 collezionò 28 tackle, 2 sack e 2 fumble recuperati, numeri che gli consentirono di essere selezionato nel Coaches' All-Big 12 third-team e nel third-team freshman All-American, mentre nell'anno successivo giocò 4 partite come defensive end ed altrettante come defensive tackle, vincendo con i Cowboys il Big 12 Championship Game e portando a 35 i tackle messi a segno e raddoppiando il numero di fumble recuperati la passata stagione. Nel 2001 prende parte a tutti gli 11 incontri dei Cowboys, ancora una volta schierato sia come end che come tackle, mettendo a segno 36 tackle di cui ben 11 dietro la linea di scrimmage, miglior risultato di squadra. Il 2002, suo anno da senior, fu l'ultimo tra le file dei Cowboys e nel contempo anche il migliore: Williams, eletto All-Big 12 1st-team dagli allenatori dell'NCAA e dall'Associated Press, aiutò i Cowboys a rivincere il Big 12 Championship Game ed a vincere lo Houston Bowl, prese parte al Senior Bowl (all-star game universitario cui prendono parte i migliori prospetti eleggibili nel Draft NFL) e chiuse la stagione con 54 tackle e 4 sack, disputando match come quello contro i Texas A&M Aggies in cui mise a segno 6 tackle di cui 3 con perdita di yard e 1 sack, o quello contro i Nebraska Cornhuskers in cui mise a segno ben 10 tackle e 1 sack, che gli valse la nomina a Big 12 Defensive Player of the Week.

## Carriera professionistica

### Minnesota Vikings
Dopo aver disputato un ottimo Senior Bowl, le sue quotazioni in vista del Draft NFL 2002 salirono rapidamente tanto che alla vigilia del Draft era pronosticato come eleggibile attorno alla 12ª scelta assoluta, anche se per alcuni come Stewart Mandel, analista di Sports Illustrated, si era dinanzi alla classica sorpresa dell'anno destinata ad avere breve successo. Alla fine su scelto dai Minnesota Vikings dopo una trade interminabile: i Purples avevano la 7ª scelta assoluta ma stavano contrattando con altre tre squadre dopo che avevano capito che Williams, l'uomo che avevano messo nel mirino sarebbe stato scelto nel finire del primo giro. Essi volevano in tal modo scendere nell'ambito del primo giro ed ottenere nel contempo altre scelte nei giri successivi. Tuttavia il tempo scorreva e nel frattempo persero due posizioni appannaggio dei Jacksonville Jaguars e dei Carolina Panthers, le squadre interessate vennero meno e così i Vikings chiamarono Williams come 9ª scelta assoluta, perdendo di fatto due chiamate senza ottenere alcuna scelta nei successivi giri.

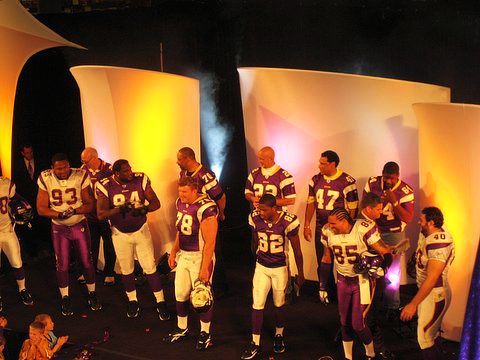
K. Williams, primo da sinistra, di fianco al compagno di reparto P. Williams durante la presentazione delle nuove divise dei Vikings per la stagione 2006.

Nel suo primo anno con la divisa viola, Williams si rivelò uno dei defensive end debuttanti migliori di sempre nella storia dei Vikings mettendo a segno diversi record di franchigia: con 10.5 sack fu il miglior difensore della franchigia e stabilì il secondo miglior risultato di sempre per un rookie dietro Keith Millard che ne mise a segno 11, stabilì il record di sack in una singola partita per un rookie con 3 sack contro gli Arizona Cardinals, fu assieme a Carl Eller ed Al Noga tra i soli tre end a debuttare come titolari nei Vikings (nel match vinto per 30-25 dai Purples nel rinnovato Lambeau Field e dopo un dicembre passato a collezionare 18 tackle, 5 sack, 1 fumble forzato ed 1 intercetto, fu nominato Rookie Difensivo del Mese della NFC ed inserito a fine anno nell'All-Rookie team. Nel 2004 Williams, passato da end a tackle, fece un ulteriore passo avanti mettendo a segno 70 tackle, 11.5 sack (record stagionale NFL per un DT), guidando per il secondo anno consecutivo la difesa dei Vikings in sack, fu nominato Difensore della Settimana della NFC grazie alla performance contro i Jacksonville Jaguars quando mise a segno 6 tackle, 1 sack e un touchdown su fumble ritornato a 2 minuti dal termine. A fine stagione fu inoltre per la prima volta sia inserito nel First Team All-Pro sia selezionato per il Pro Bowl. Il 2005 invece segnò per Williams una prima battuta d'arresto, complice anche un infortunio al ginocchio destro: saltò due partite, mise a segno 4 sack e 42 tackle, prendendosi comunque la soddisfazione di effettuare un sack sul futuro vincitore del Super Bowl Ben Roethlisberger, nel match perso dai Vikings contro i Pittsburgh Steelers per 8-6.

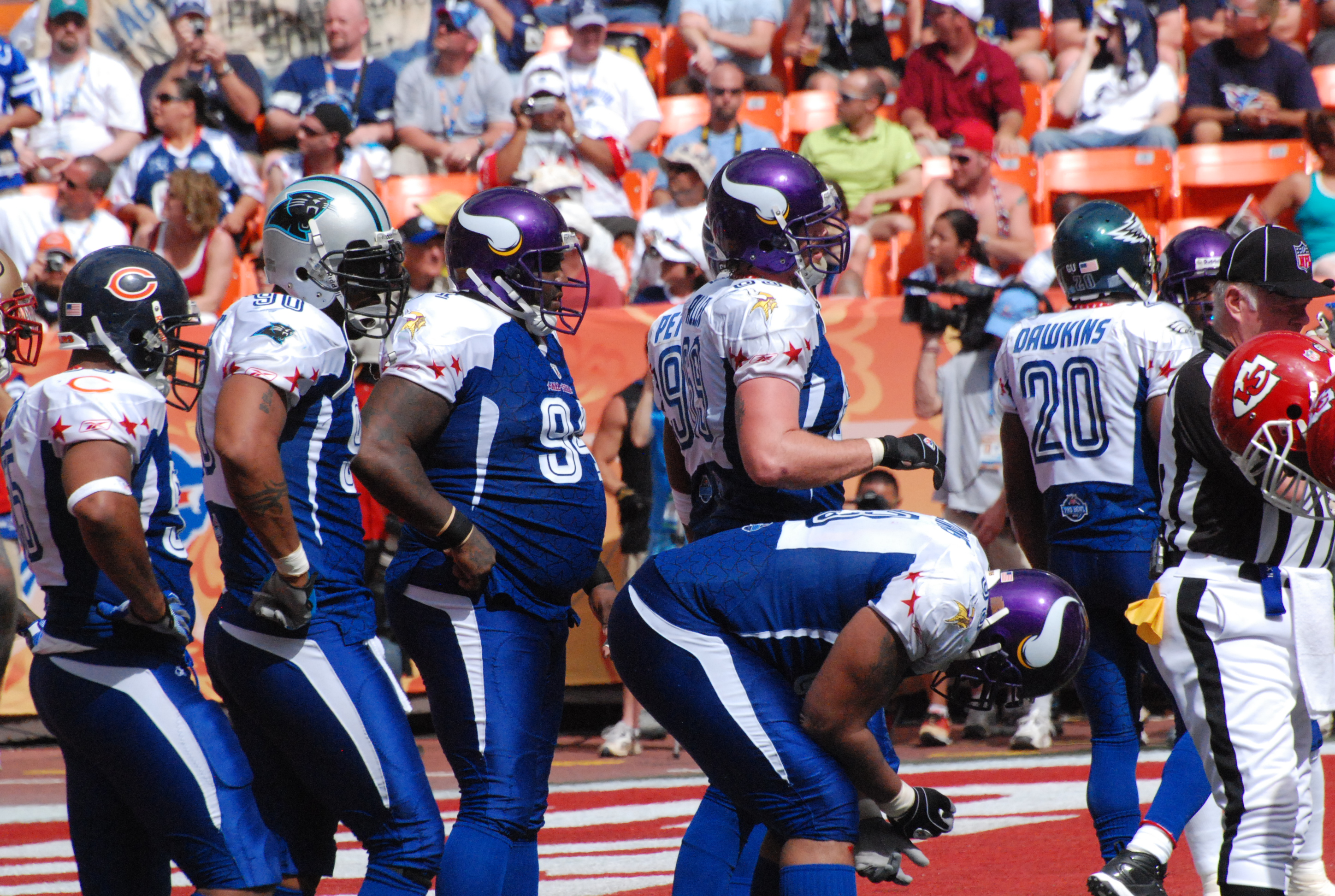
Williams (inginocchiato) assieme a Julius Peppers (90), Pat Williams (94) e Jared Allen (69) durante il Pro Bowl 2008.

Nel 2006 Williams tornò a giocare ad alti livelli: tornò a giocare 16 partite su 16 nella stagione regolare, mise a segno il secondo touchdown in carriera quando recuperò un fumble nella end zone contro i Seattle Seahawks e 5 sack di cui 3 in 3 partite consecutive, venne per la seconda volta in carriera inserito nel First Team All-Pro e fu elemento chiave della difesa che si classificò al primo posto della lega in rushing defense. Col compagno di reparto, il DT Pat Williams, formò un'affiatata coppia ribattezzata dai tifosi "The Williams Wall" che concesse 985 yard annue (61.6 per partita). Entrambi furono convocati per il Pro Bowl, evento che, relativo ad una coppia di DT, nella storia dei Vikings non accadeva dal 1970, anno in cui furono convocati Alan Page e Gary Larsen. Il 2007 fu in pratica un bis della stagione precedente: di nuovo inserito nel First Team All-Pro, di nuovo rushing defense leader della NFL, con 74.1 yard corse concesse in media a partita, assieme a Pat Williams ed assieme a questi convocato per il Pro Bowl (eguagliato il miglior risultato di convocazioni alla competizione, ottenuto da una coppia di DT dei Vikings con l'accoppiata Larsen-Page del 1969-70). Williams inoltre mise a segno il primo touchdown stagionale dei Vikings, intercettando il quarterback degli Atlanta Falcons Joey Harrington e correndo per 54 yards. Limitò inoltre, gente come l'MVP della NFL 2007 LaDainian Tomlinson, Larry Johnson e Brian Westbrook rispettivamente a 40, 42 e 46 yard corse.

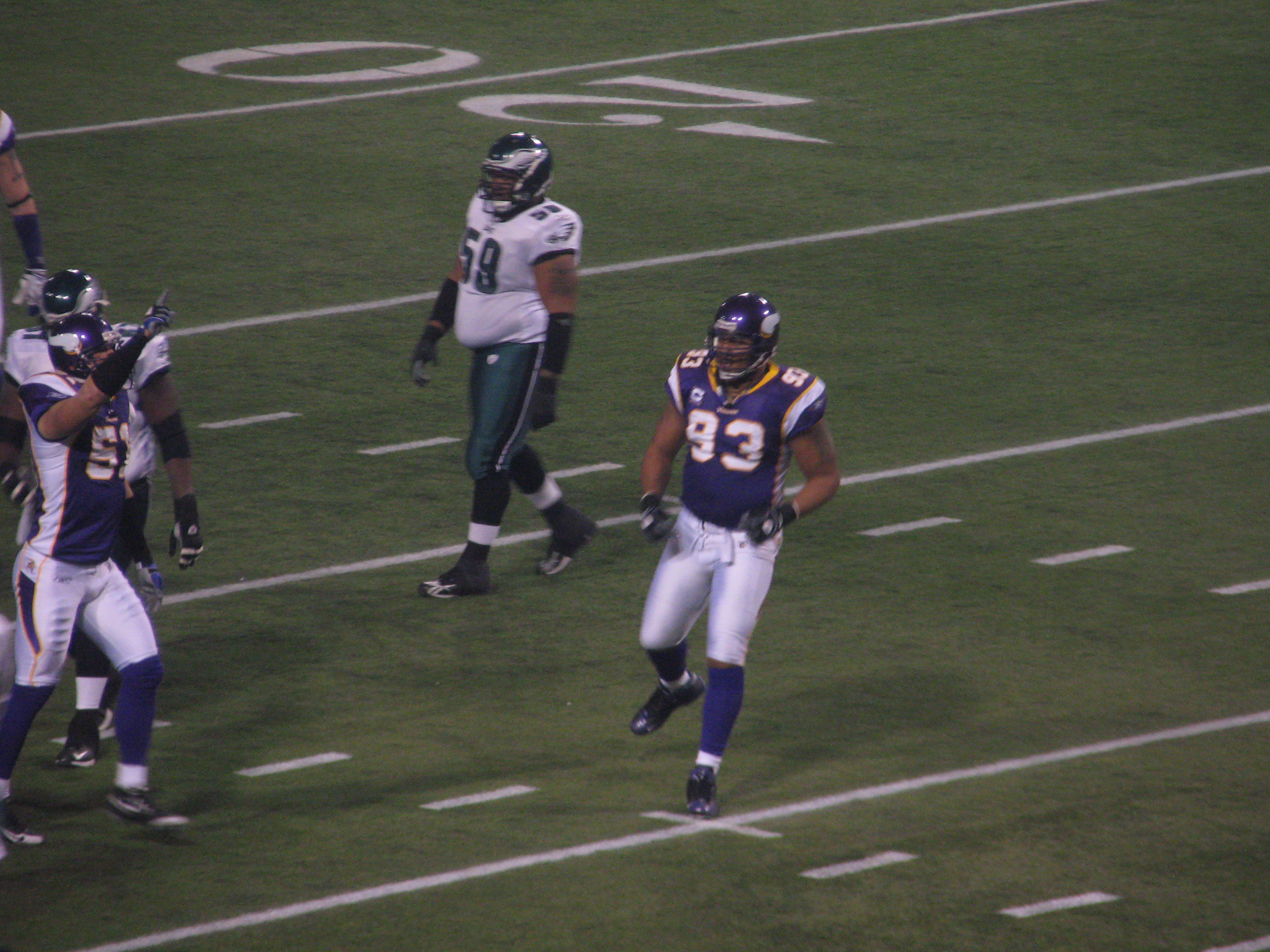
Williams durante l'NFC Wild Card Game vinto dai Vikings contro gli Eagles nel gennaio 2009.

Nel 2008 fu votato dai compagni di squadra Vikings Defensive MVP e dopo l'infortunio di E.J. Henderson divenne capitano della franchigia del Minnesota. Mise a segno 60 tackle e con 8.5 sack fu miglior DT stagionale della NFL. Inoltre per il terzo anno consecutivo assieme a Pat Williams fu nuovamente leader della lega in rushing defense, miglior risultato di sempre dalla fusione AFL-NFL, e fu nuovamente inserito nel First Team All-Pro e convocato per il Pro Bowl. Tuttavia a fare da contraltare a quest'ennesima stagione positiva, arrivò il 2 dicembre la sospensione di 4 settimane da parte della NFL, per l'uso di un diuretico usato per coprire tracce dell'assunzione di steroidi. Kevin, assieme a Pat, aveva assunto un diuretico, lo StarCaps, sulla cui confezione non era indicato che era composto anche da bumetanide, il principio attivo che per l'appunto maschera l'eventuale assunzione di steroidi. Williams fece pertanto ricorso alla Corte Federale del Minnesota che diede lui ragione e sospese la pena fino a quando ulteriori indagini sul caso non avessero fatto piena luce sulle responsabilità. La pena fu in seguito ridotta a due turni scontati da Williams nella stagione 2011. Nel 2009 fu per il 5º anno su 7 Pro Bowler ed All-Pro, disputò per il 4º anno consecutivo tutti e 16 gli incontri di regular season, guidò i Vikings al 2º posto nella classifica NFL di rushing defense dopo 3 anni di dominio incontrastato, e per il secondo anno consecutivo fu elemento chiave della difesa che vinse il titolo di division nella NFC North, arrivando ad un passo dal Super Bowl XLIV perso contro i New Orleans Saints per 31-28 all'overtime tra le contestazioni.

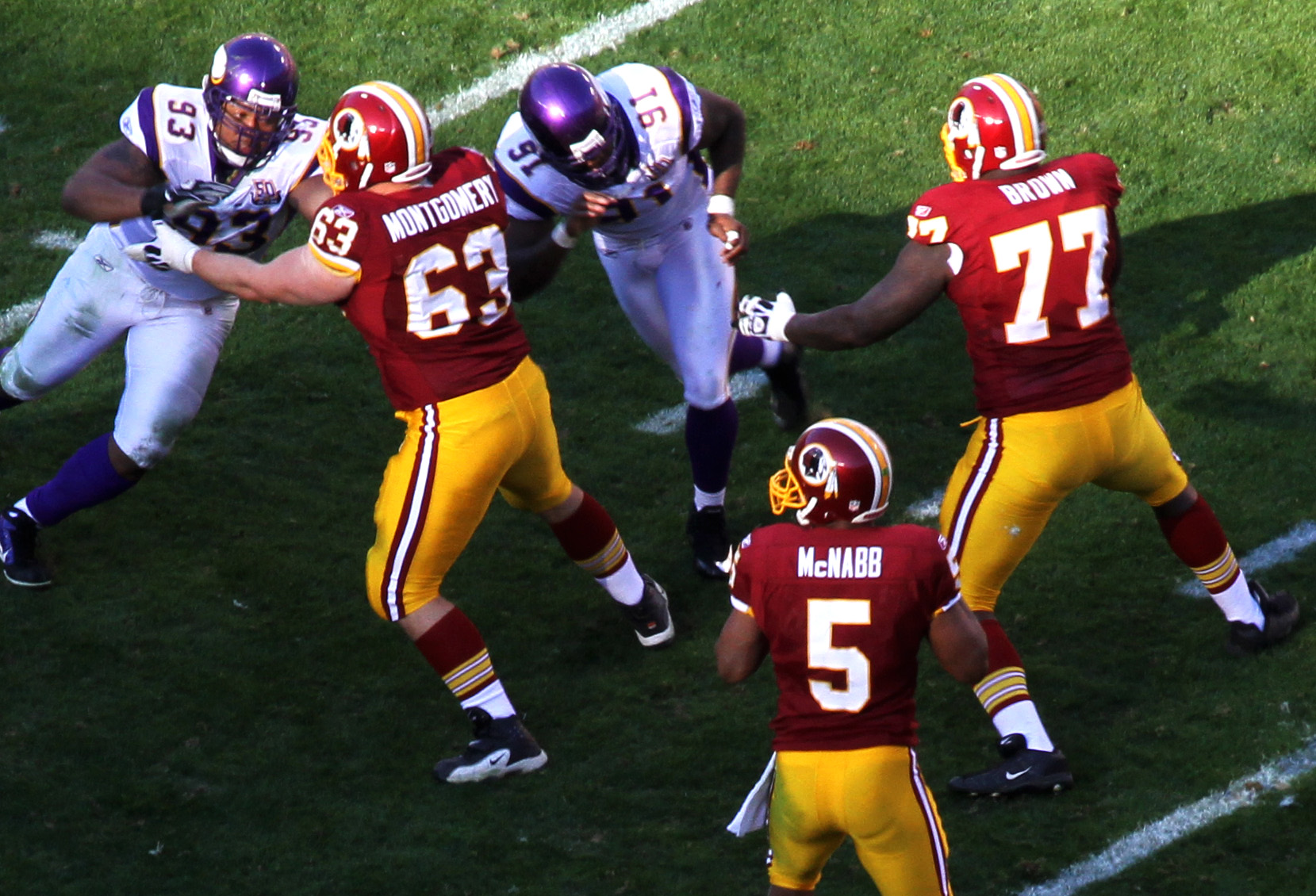
Williams (93) mentre cerca di mettere a segno un sack su Donovan McNabb nel 2010.

Nel 2010 fu convocato per il 5º anno consecutivo al Pro Bowl, e per la 5ª stagione consecutiva prese parte a tutti e 16 i match della stagione regolare. Inoltre fece segnare il suo record personale di 9 tackle con perdita e mise a segno il miglior risultato stagionale con 7 tackle nel match contro i Miami Dolphins. Nel 2011 scontò le due giornate di sospensione per la vicenda-doping del 2009 saltando i primi due turni della stagione 2011, e con i 5 sack stagionali salì al 7º posto nella classifica di tutti i tempi dei Vikings per sack, 4º relativo ad un DT, con un totale di 54.5 sack e contribuì ai 50 sack stagionali dei Vikings con cui i Purples condivisero la guida della NFL assieme alla difesa dei Philadelphia Eagles. Mise altresì a segno 38 tackle realizzando nel match contro gli Oakland Raiders il primato personale in una singola partita con 12 tackle. Nel 2012 tornò a disputare 16 partite di stagione regolare mettendo a segno 30 tackle e 2 sack.

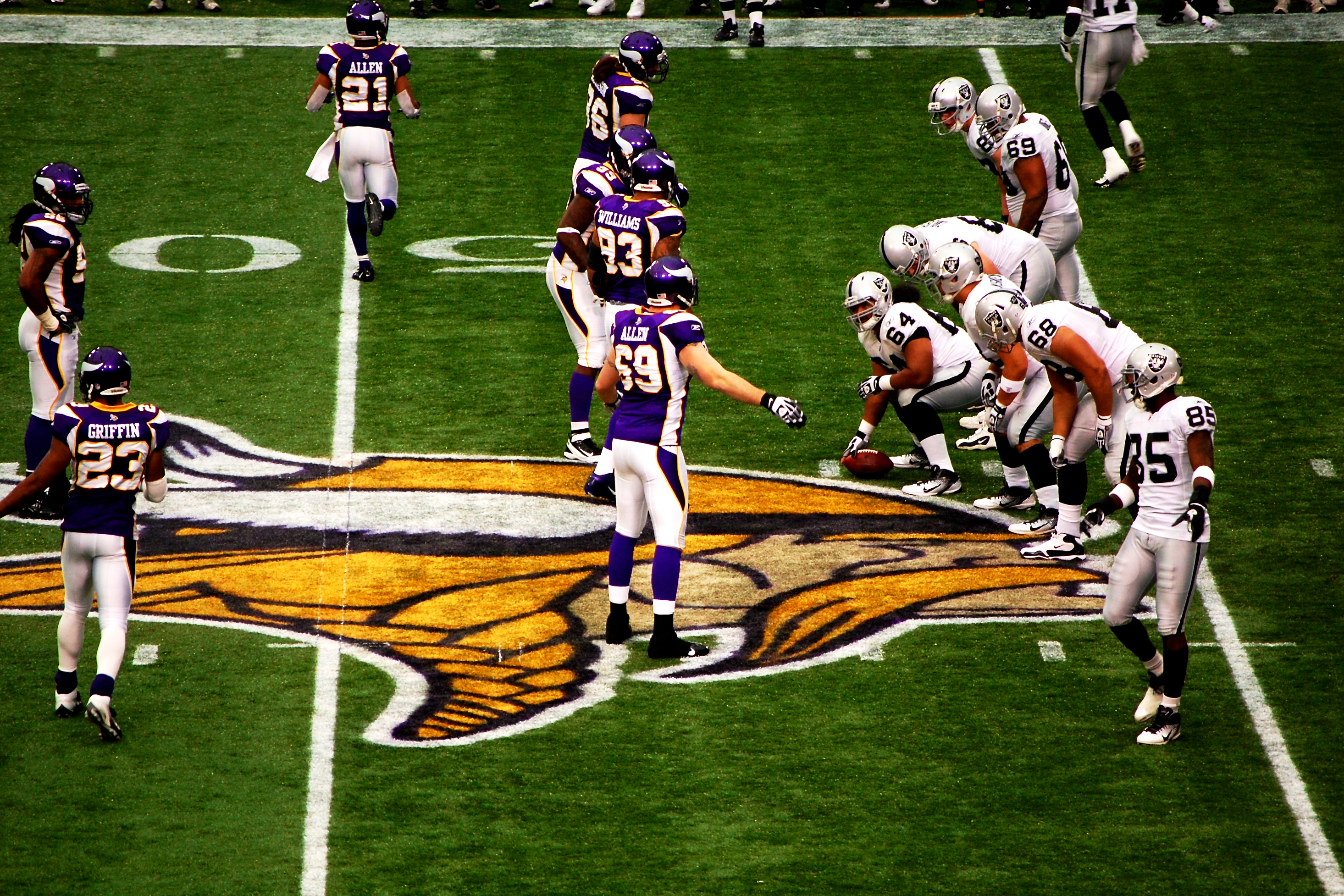
Williams (93) coi compagni di squadra Allen (69), Robison (96) e Ballard (99) durante Raiders vs. Vikings del 2011.

La stagione 2013 si aprì per Williams con un infortunio nel 3º match di preseason, durante il quale fu colpito duro dall'offensive guard dei San Francisco 49ers Joe Looney, che lo costrinse a saltare il primo incontro dell'anno perso dai Vikings per 24-34 contro i Detroit Lions. La settimana successiva rientrò contro i Chicago Bears e mise a segno ai danni di Jay Cutler un intercetto che tuttavia non bastò ai Vikings per evitare la seconda sconfitta della stagione regolare per 30-31. La settimana seguente fu nuovamente negativa sia per i Vikings, che persero il terzo incontro consecutivo del 2013 per mano dei Cleveland Browns, sia per Williams, che pur scendendo in campo come titolare non mise alcuna statistica a referto.

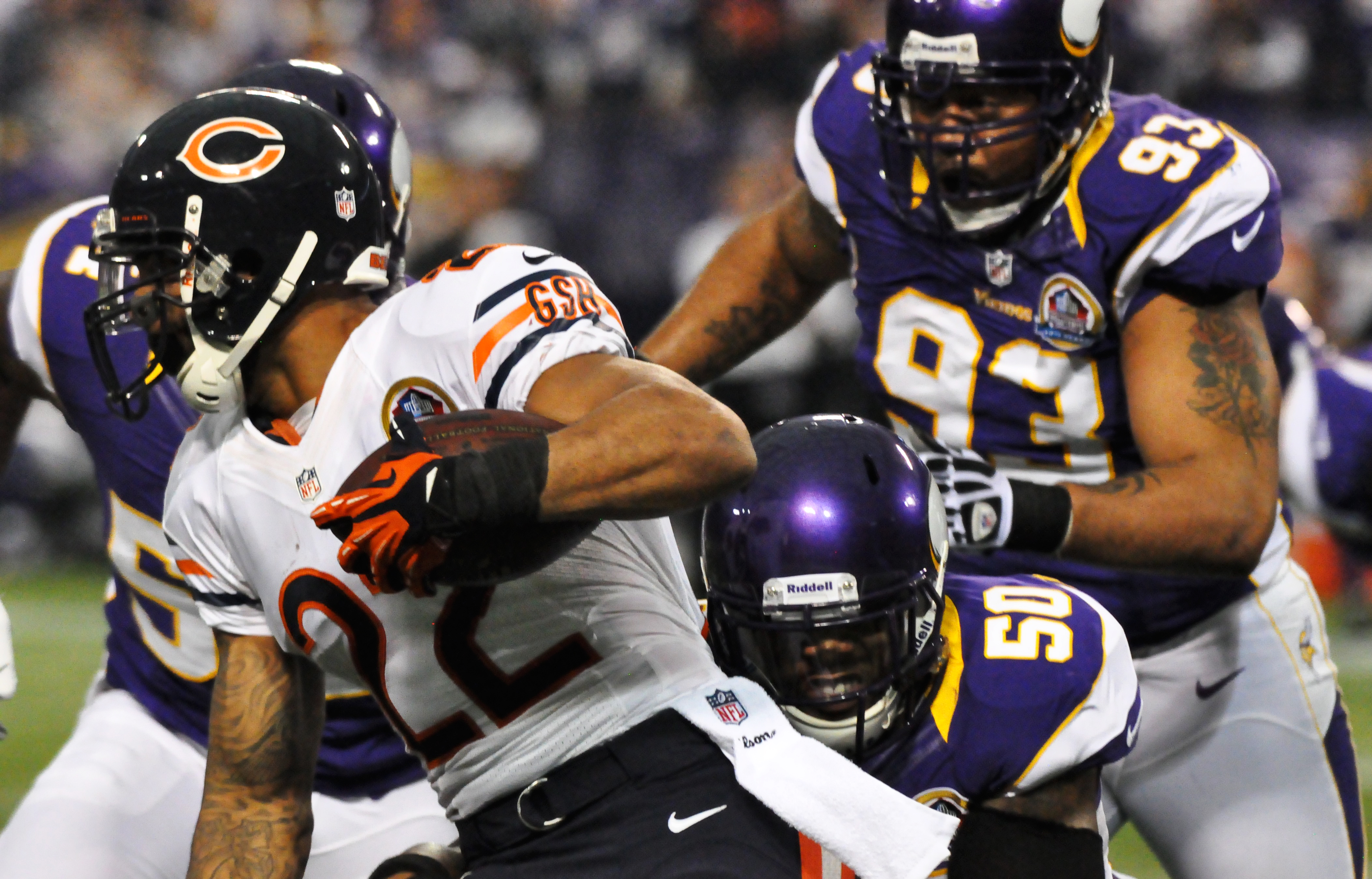
Williams (93) tenta di placcare Matt Forté in Bears vs. Vikings del 2012.

Nella settimana 4, che vedeva i Vikings impegnati contro gli Steelers al Wembley Stadium di Londra in una delle due gare delle NFL International Series della stagione 2013, arrivò la prima vittoria stagionale per Minnesota. Di fondamentale importanza fu il primo fumble recuperato in stagione da Williams e forzato con un sack da Everson Griffen proprio quando mancavano 19 secondi allo scadere del 4º quarto con Pittsburgh a 6 yard dalla endzone di Minnesota. Nelle tre gare successive alla sosta della settimana 5 i Vikings rimediarono altrettante sconfitte e Williams fu autore di prove al di sotto della sufficienza, continuando a faticare (assieme al resto della squadra) contro il gioco di corse degli avversari e nel mettere pressione al quarterback, facendo registrare un solo tackle solitario nella gara che vide i Vikings perdere 35-10 contro i Carolina Panthers, 2 tackle (uno solitario ed uno assistito) ed 1 passaggio deviato contro i New York Giants (contro i quali fu inizialmente accreditato anche di 0,5 sack poi assegnato interamente a Jared Allen) ed infine 3 tackle (uno solitario e 2 assistiti) nella sconfitta casalinga contro i Green Bay Packers.

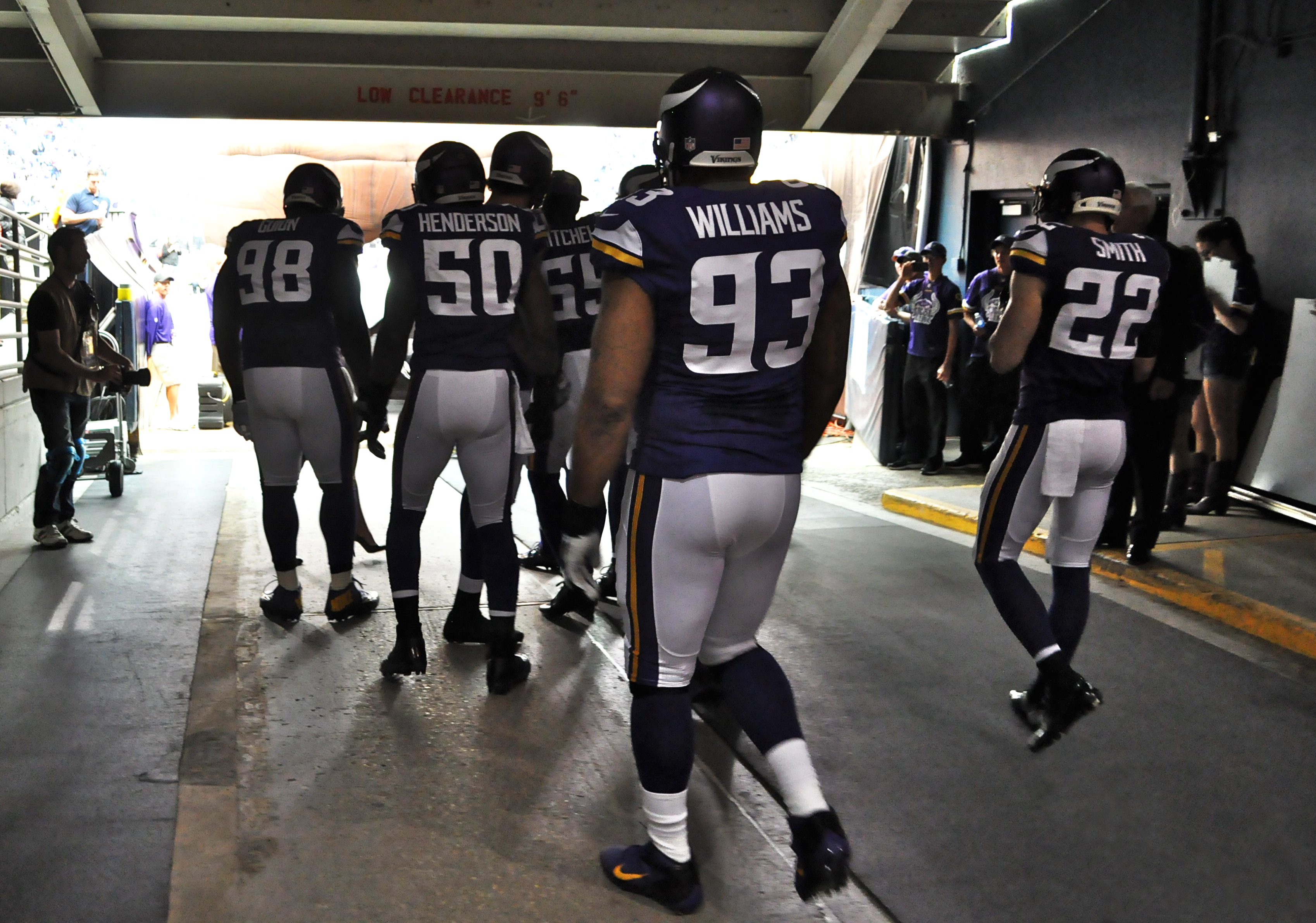
Williams (93) coi compagni di squadra Henderson (50), Guion (98) e Smith (22) prima di Browns vs. Vikings del 2013.

La settimana 10, nella gara di Thursday Night Football che vide i Vikings sconfiggere 27-34 i Washington Redskins tra le mura amiche del Mall of America Field e tornare alla vittoria a distanza di un mese dal primo e fino a quel momento unico successo stagionale, Williams disputò il suo miglior incontro della stagione e più in generale uno dei migliori in carriera, mettendo a segno 2,5 sack, il terzo condiviso con Jared Allen, su Robert Griffin III e 7 tackle (2 solitari e 5 assistiti). Egli per la prima volta in stagione, complici gli infortuni ai nose tackle Letroy Guion e Fred Evans, fu designato proprio nose tackle titolare, posizione nella quale, a differenza di quella di defensive tackle 3-technique nella quale aveva sempre giocato durante tutto l'arco della carriera, data la minor quantità di lavoro richiesto e data la sua età riuscì a fare la differenza come non gli succedeva dal 2009, ultimo anno in cui mise a segno più di un sack in una singola partita. A fine partita il capo-allenatore Leslie Frazier lasciò intendere che tale soluzione (Williams nose tackle titolare affiancato da Sharrif Floyd defensive tackle 3-technique) potrebbe essere riproposta nell'incontro della settimana 11 che vedrà i Vikings in trasferta a Seattle contro i Seahawks. Ciò nonostante i Vikings si presentarono al CenturyLink Field di Seattle, dove furono sconfitti 20-41 dai Seattle Seahawks padroni di casa, con Williams di nuovo nel ruolo di defensive tackle 3-technique titolare affiancato dal rientrante Evans nel ruolo di nose tackle. Williams chiuse la partita con solo un tackle solitario ed uno assistito, tornando a disputare una gara al di sotto della sufficienza.

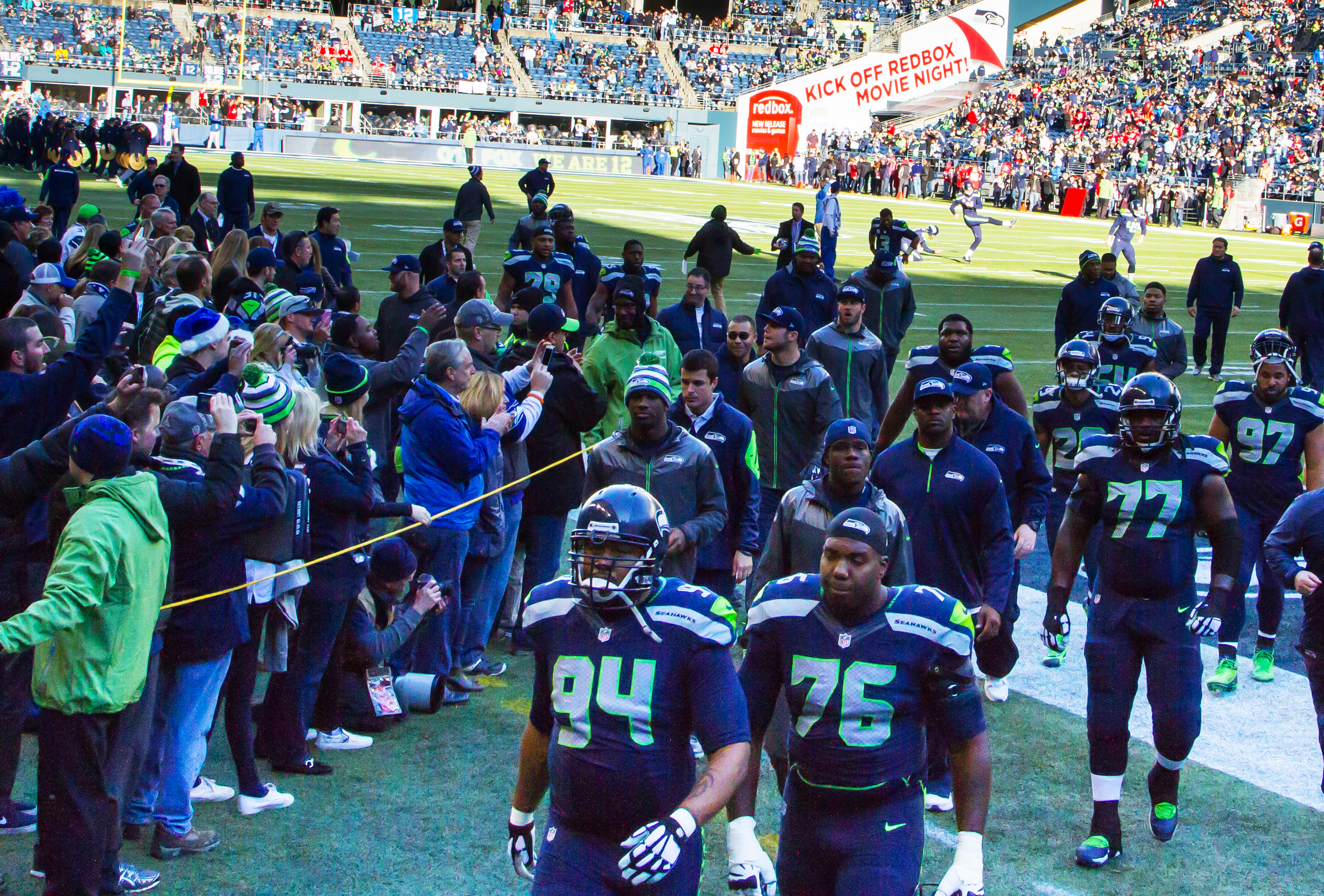
Williams (94) nel 2014 con la maglia dei Seahawks al rientro negli spogliatoi dopo il riscaldamento nella gara casalinga contro i San Francisco 49ers.

Il 4 dicembre fu insignito dai propri compagni dell'Ed Block Courage Award e quattro giorni dopo, nella gara di settimana 15 giocata dai Vikings all'M&T Bank Stadium di Baltimora, mise a segno altri due tackle (uno solitario ed uno assistito), ma i Vikings persero allo scadere del 4º quarto per 26-29 contro i Ravens padroni di casa. Williams fu ancora titolare con i Vikings negli ultimi tre incontri della stagione, mettendo in particolar modo a segno 2 tackle ed un sack contro i Detroit Lions, in quella che fu l'ultima gara giocata al Metrodome e di fatto anche la sua ultima gara con la maglia dei Vikings. Williams chiuse così la sua carriera in Minnesota con 463 tackle totali, 60 sack, 63 passaggi deviati, 5 intercetti, 2 touchdown, 7 fumble forzati e 13 recuperati messi a segno in 11 stagioni.

### Seattle Seahawks
Terminato il contratto che lo legava ai Vikings, Williams divenne un free agent e, dopo esser stato precedentemente in trattativa con i New York Giants e con i New England Patriots, il 12 giugno 2014 firmò infine con i Seattle Seahawks un contratto annuale del valore di 2 milioni di dollari.
Williams debuttò con la maglia dei Seahawks nella gara di apertura della stagione 2014, durante la quale, sceso in campo come titolare, contribuì con un tackle ed un passaggio deviato alla netta vittoria casalinga di Seattle contro Green Bay per 36-16. Il primo sack stagionale lo mise a segno nella settimana 3 su Peyton Manning nella vittoria sui Broncos. Nel mese di novembre, dopo l'infortunio che pose fine alla stagione di Brandon Mebane, Williams divenne stabilmente titolare nella difesa di Seattle. Nel quindicesimo turno fece registrare il suo secondo sack su Colin Kaepernick, con Seattle che vinse la sua decima gara stagionale e eliminò i 49ers avversari di division dalla contesa per i playoff. La sua stagione regolare si chiuse con 30 tackle e 3 sack, giocando tutte le 16 partite, la metà delle quali come titolare. Nella post-season, Williams arrivò con i Seahawks sino alla finale del Super Bowl XLIX durante la quale, partendo come defensive tackle destro titolare, contribuì con 3 tackle. I Patriots avrebbero poi vinto la gara 24-28.

### New Orleans Saints
Divenuto ancora una volta free agent, il 16 giugno 2015 Williams firmò con i New Orleans Saints un contratto annuale del valore massimo di 1,5 milioni di dollari.

## Palmarès

### Franchigia
- National Football Conference Championship: 1

Seattle Seahawks: 2014

### Individuale
- Convocazioni al Pro Bowl: 6

2004, 2006, 2007, 2008, 2009, 2010
- First-Team All-Pro: 5

2004, 2006, 2007, 2008, 2009
- Formazione ideale della NFL degli anni 2000
- PFWA All-Rookie Team - 2003
- Rookie Difensivo del Mese della NFC: 1

dicembre 2003
- Difensore della settimana della NFC: 1

12ª della stagione 2004
- I 50 più grandi Vikings

## Statistiche
Fonte: NFL.com
Statistiche aggiornate alla stagione 2014